# Bòscmorèl
Bòsc Morèl (en francès Bosmoreau-Les-Mines) és una localitat i comuna francesa, a la regió de la Nova Aquitània, departament de la Cruesa. La seva població al cens de 1999 era de 272 habitants. Està integrada a la Communauté de communes de Bourganeuf-Royère-de-Vassivière.

## Demografia
| 1968 | 1975 | 1982 | 1990 | 1999 |
| ---- | ---- | ---- | ---- | ---- |
| 444  | 377  | 301  | 249  | 272  |

## Administració
| Període | Identitat      | Partit |
| ------- | -------------- | ------ |
| 2001-   | Daniel Boueyre |        |